# Dr. Abraham Schierbeek Tuin
De Dr. Abraham Schierbeek Tuin is een vogeltuin in Den Haag.
De vogeltuin is in 1928 opgericht door de AVN en genoemd naar hun toenmalige voorzitter, dr. Abraham Schierbeek (1887-1974). De tuin ligt in de Bosjes van Poot op een plek waar de gemeente vroeger een kwekerij had. Er dreigde een tennisbaan te komen. De AVN heeft toen gezorgd dat het een groengebied bleef.
Hoewel het een terrein is van slechts bijna een ha, is het door de begroeiing een paradijs voor vogels zoals de bosuil, sperwer, heggenmus, roodborst, winterkoning en merel.
Er zijn veel besdragende struiken zoals meidoorn, braam en hulst. Behalve vogels zijn er ook muizen en bijen. Er zijn twee waterplekken waar kikkers wonen. 
Het beheer van de tuin is van 1928-1947 in handen geweest van de AVN. Sindsdien beheert de  Haagse Vogelbescherming, die ook nog zestien andere vogelrustgebieden beheert, het terrein. De tuin is niet voor publiek geopend.